# Tridentiger bifasciatus
Tridentiger bifasciatus és una espècie de peix de la família dels gòbids i de l'ordre dels perciformes.

## Morfologia
- Els mascles poden assolir 12 cm de longitud total.[1][2]

## Hàbitat
És un peix de clima temperat (10 °C-25 °C) i demersal.

## Distribució geogràfica
Es troba al Japó, la Xina i Corea del Sud. Ha estat introduït als Estats Units.

## Observacions
És inofensiu per als humans.